# Empoasca angusta
Empoasca angusta är en insektsart som beskrevs av Irena Dworakowska 1976. Empoasca angusta ingår i släktet Empoasca och familjen dvärgstritar.
Artens utbredningsområde är Kamerun. Inga underarter finns listade i Catalogue of Life.